# Pneumatoraptor
A Pneumatoraptor a kisméretű paraves dinoszauruszok egyik neme, amely Magyarországon élt. Egyetlen teljes bal vállöv alapján ismert, melyre a Csehbánya-formációban találtak rá Iharkút területén, a Bakonyban. Ez a formáció a késő kréta korban (a santoni korszakban), mintegy 85 millió évvel ezelőtt keletkezett.
A típusfaj a Pneumatoraptor fodori, az ásatást támogató Fodor Géza után kapta a nevét. A nem neve, a Pneumatoraptor a csontokban levő üregekre utal, melyeket légzsákok tölthettek meg. A holotípus példány az MTM V.2008.38.1 azonosítójú lelet, amely a budapesti Magyar Természettudományi Múzeumban található.

## Anatómia
A Pneumatoraptort majdnem kör keresztmetszetű, keskeny lapockája, valamint a csonton levő, légzsák beillesztésére szolgáló nagy nyílás különbözteti meg a többi theropodától. A csont kicsi, ami azt jelzi, hogy az állat csak körülbelül feleakkora volt, mint rokona, a Sinornithosaurus, a hossza 0,73 méter lehetett. A vállöv L alakú, ami arra utal, hogy a Pneumatoraptor a dromaeosauridákat, troodontidákat és avialae-kat is tartalmazó Paraves csoport tagja volt. Bár a maradványai túl hiányosak annak eldöntéséhez, hogy e csoportok közül melyikbe tartozott, a csontjai közül több is a dromaeosauridákéra hasonlít.
Ugyanebből a formációból több más, feltehetően szintén a Pneumatoraptorhoz tartozó maradvány is előkerült. Ezek között találhatók különálló fogak, karmok, farokcsigolyák és egy részleges sípcsont.

## Fordítás
- Ez a szócikk részben vagy egészben a Pneumatoraptor című angol Wikipédia-szócikk ezen változatának fordításán alapul.  Az eredeti cikk szerkesztőit annak laptörténete sorolja fel. Ez a jelzés csupán a megfogalmazás eredetét és a szerzői jogokat jelzi, nem szolgál a cikkben szereplő információk forrásmegjelöléseként.